# Stade municipal des HLM
Le Stade municipal des HLM est un stade de football sénégalais situé dans le quartier HLM de la ville de Dakar, la capitale du pays. Le stade, doté d'une capacité de 5 000 places, est l'enceinte à domicile du club de football de l'ASC HLM Dakar.